# 캐나다두루미
캐나다두루미(Sandhill crane, Antigone canadensis)는 북아메리카와 시베리아 지역에 서식하는 두루미과의 새이다.

## 생김새
소형 두루미류에 속해서 다른 두루미들에 비해 크기가 작다. 전체적으로 회색이며 이마에서 정수리까지 붉은색이다. 어린새는 성조와 달리 붉은색이 없으며 갈색 기운이 강하다.

## 국내 서식
1995년에 철원군 월정리역 인근에서 처음 발견되었고 그 이후로 계속 관찰되고 있다. 현재는 철원평야, 주남저수지 등에 소수의 개체가 찾아오는 보기 드문 겨울철새이다.